# Volha Havartsova
Volha Aliaksiejeŭna Havartsova (Wit-Russisch: Вольга Аляксееўна Гаварцова) (Pinsk, 23 augustus 1988) is een tennisspeelster uit Wit-Rusland. Zij begon met tennis toen zij zes jaar oud was. Haar favoriete ondergrond is hardcourt. Zij speelt rechtshandig en heeft een tweehandige backhand.

## Loopbaan

### Enkelspel
In 2002 nam Havartsova voor het eerst deel aan een ITF-toernooi, in haar woonplaats Minsk. In 2003, op haar eerstvolgende toernooi (het ITF-toernooi van Ramat Hasjaron), wist zij al meteen tot de finale door te dringen; zij verloor die van thuisspeelster Shahar Peer. Twee weken erna gebeurde hetzelfde in Haifa. Haar eerste ITF-titel won zij in 2007, in Jackson. Haar eerste WTA-finale bereikte zij in 2008, op het toernooi van Memphis. Tot op heden(augustus 2021) won zij nog geen WTA-toernooi. Wel behaalde zij negen ITF-titels. Haar beste resultaat op de grandslamtoernooien is het bereiken van de vierde ronde, op Wimbledon in 2015. Haar hoogste positie op de WTA-ranglijst is de 35e plaats, die zij bereikte in juni 2008.

### Dubbelspel
Haar eerste ITF-toernooideelname in het dubbelspel (Ramat Hasjaron in 2003, waar zij de enkelspelfinale verloor) eindigde meteen in toernooiwinst; zij speelde hier samen met niemand minder dan Viktoryja Azarenka, die echter op dat moment eveneens haar allereerste toernooi bij de volwassenen speelde. Het jaar erop stond Havartsova nogmaals in een ITF-dubbelspelfinale in Bol, weer met Azarenka; maar tot verdere titels in het ITF-circuit kwam het niet. In 2006 nam zij voor de eerste keer deel aan een WTA-toernooi, in Tasjkent. Haar eerste WTA-finaleplaats veroverde zij in 2008 op het gravel van Charleston, samen met de Roemeense Edina Gallovits. Vijf weken later, op het toernooi van Istanbul, won zij haar eerste titel, samen met de Amerikaanse Jill Craybas. Tot op heden(augustus 2021) won Havartsova negen WTA-dubbelspeltoernooien, waarvan drie in 2011 – daarnaast won zij drie ITF-titels, de meest recente in 2019 op een $60k-toernooi in Las Vegas (VS). Haar beste grandslamresultaat is een derderondeplaats op ieder der vier grandslamtoernooien. Haar hoogste positie op de WTA-ranglijst is de 24e plaats, die zij bereikte in augustus 2011.

### Tennis in teamverband
In de periode 2008–2017 maakte Havartsova deel uit van het Wit-Russische Fed Cup-team – zij behaalde daar een winst/verlies-balans van 26–13.

## Posities op deWTA-ranglijst
Positie per einde seizoen:
| jaar | rang enkelspel | rang dubbelspel |
| ---- | -------------- | --------------- |
| 2004 | 600            | 677             |
| 2005 | –              | 731             |
| 2006 | 334            | 467             |
| 2007 | 49             | 404             |
| 2008 | 49             | 58              |
| 2009 | 52             | 72              |
| 2010 | 74             | 29              |
| 2011 | 114            | 44              |
| 2012 | 57             | 61              |
| 2013 | 95             | 60              |
| 2014 | 145            | 137             |
| 2015 | 69             | 364             |
| 2016 | 198            | 249             |
| 2017 | 271            | 493             |
| 2018 | 427            | 753             |
| 2019 | 194            | 199             |
| 2020 | 133            | 251             |

## Palmares
| Legenda                | Legenda                  |
| ---------------------- | ------------------------ |
| Grandslamtoernooi      |                          |
| Olympische Spelen      |                          |
| Year-End Championships |                          |
| tot 2009               | 2009 – 2020 / vanaf 2021 |
| Tier I                 | Premier Mandatory        |
| Tier II                | Premier Five / WTA 1000  |
| Tier III               | Premier / WTA 500        |
| Tier IV & V            | International / WTA 250  |
|                        | Challenger / WTA 125     |

### WTA-finaleplaatsen enkelspel
| nr.              | finale     | toernooi              | ondergrond    | tegenstandster      | score         |         |
| ---------------- | ---------- | --------------------- | ------------- | ------------------- | ------------- | ------- |
| gewonnen finales |            |                       |               |                     |               |         |
| geen             |            |                       |               |                     |               |         |
| verloren finales |            |                       |               |                     |               |         |
| 1.               | 2008-03-01 | WTA Memphis           | hardcourt (i) | Lindsay Davenport   | 2-6, 1-6      | details |
| 2.               | 2009-10-25 | WTA Moskou            | hardcourt (i) | Francesca Schiavone | 3-6, 0-6      | details |
| 3.               | 2010-04-11 | WTA Ponte Vedra Beach | gravel        | Caroline Wozniacki  | 2-6, 5-7      | details |
| 4.               | 2013-09-14 | WTA Tasjkent          | hardcourt     | Bojana Jovanovski   | 6-4, 5-7, 6-7 | details |
| 5.               | 2021-07-10 | WTA Båstad            | gravel        | Nuria Párrizas Díaz | 2-6, 2-6      | details |

### WTA-finaleplaatsen vrouwendubbelspel
| nr.              | finale     | toernooi        | ondergrond    | partner            | tegenstandsters                            | score            |         |
| ---------------- | ---------- | --------------- | ------------- | ------------------ | ------------------------------------------ | ---------------- | ------- |
| gewonnen finales |            |                 |               |                    |                                            |                  |         |
| 1.               | 2008-05-24 | WTA Istanbul    | gravel        | Jill Craybas       | Marina Erakovic Polona Hercog              | 6-1, 6-2         | details |
| 2.               | 2009-09-20 | WTA Guangzhou   | hardcourt     | Tatjana Poetsjek   | Kimiko Date-Krumm Sun Tiantian             | 3-6, 6-2, [10-8] | details |
| 3.               | 2009-09-27 | WTA Tasjkent    | hardcourt     | Tatjana Poetsjek   | Vitalia Djatsjenko Katsjarina Dzehalevitsj | 6-2, 6-7, [10-8] | details |
| 4.               | 2010-10-10 | WTA Peking      | hardcourt     | Chuang Chia-jung   | Gisela Dulko Flavia Pennetta               | 7-6, 1-6, [10-7] | details |
| 5.               | 2011-02-19 | WTA Memphis     | hardcourt (i) | Alla Koedrjavtseva | Andrea Hlaváčková Lucie Hradecká           | 6-3, 4-6, [10-8] | details |
| 6.               | 2011-06-12 | WTA Birmingham  | gras          | Alla Koedrjavtseva | Sara Errani Roberta Vinci                  | 1-6, 6-1, [10-5] | details |
| 7.               | 2011-08-27 | WTA New Haven   | hardcourt     | Chuang Chia-jung   | Sara Errani Roberta Vinci                  | 7-5, 6-2         | details |
| 8.               | 2012-05-26 | WTA Straatsburg | gravel        | Klaudia Jans       | Natalie Grandin Vladimíra Uhlířová         | 6-7, 6-3, [10-3] | details |
| 9.               | 2021-07-31 | WTA Belgrado    | gravel        | Lidzija Marozava   | Aljona Fomina Jekaterina Jasjina           | 6-2, 6-2         | details |
| verloren finales |            |                 |               |                    |                                            |                  |         |
| 1.               | 2008-04-20 | WTA Charleston  | gravel        | Edina Gallovits    | Katarina Srebotnik Ai Sugiyama             | 2-6, 2-6         | details |
| 2.               | 2011-07-31 | WTA Washington  | hardcourt     | Alla Koedrjavtseva | Sania Mirza Jaroslava Sjvedova             | 3-6, 3-6         | details |
| 3.               | 2012-02-25 | WTA Memphis     | hardcourt (i) | Vera Doesjevina    | Andrea Hlaváčková Lucie Hradecká           | 3-6, 4-6         | details |
| 4.               | 2012-11-04 | WTA Taipei      | tapijt (i)    | Chang Kai-chen     | Chan Hao-ching Kristina Mladenovic         | 7-5, 2-6, [8-10] | details |
| 5.               | 2013-09-14 | WTA Tasjkent    | hardcourt     | Mandy Minella      | Tímea Babos Jaroslava Sjvedova             | 3-6, 3-6         | details |
| 6.               | 2014-04-06 | WTA Monterrey   | hardcourt     | Tímea Babos        | Darija Jurak Megan Moulton-Levy            | 6-7, 6-3, [9-11] | details |
| 7.               | 2016-09-24 | WTA Guangzhou   | hardcourt     | Vera Lapko         | Asia Muhammad Peng Shuai                   | 2-6, 6-7         | details |

## Resultaten grandslamtoernooien
| Legenda | Legenda                          |
| ------- | -------------------------------- |
| g.t.    | geen toernooi gehouden           |
| l.c.    | lagere categorie                 |
| –       | niet deelgenomen                 |
| G       | uitgeschakeld in de groepsfase   |
| 1R      | uitgeschakeld in de eerste ronde |
| 2R      | uitgeschakeld in de tweede ronde |
| 3R      | uitgeschakeld in de derde ronde  |
| 4R      | uitgeschakeld in de vierde ronde |
| KF      | uitgeschakeld in de kwartfinale  |
| HF      | uitgeschakeld in de halve finale |
| F       | de finale verloren               |
| W       | het toernooi gewonnen            |
| w-v     | winst/verlies-balans             |

### Enkelspel
| toernooi        | 2007 | 2008 | 2009 | 2010 | 2011 | 2012 | 2013 | 2014 | 2015 | 2016 |      | 2020 | 2021 | w-v |
| --------------- | ---- | ---- | ---- | ---- | ---- | ---- | ---- | ---- | ---- | ---- | ---- | ---- | ---- | --- |
| Australian Open | –    | 1R   | 1R   | 1R   | 1R   | 2R   | 2R   | 2R   | –    | 1R   | –    | –    | 3-8  |     |
| Roland Garros   | –    | 3R   | 3R   | 2R   | 2R   | 2R   | 1R   | 1R   | –    | 1R   | –    | 1R   | 7-9  |     |
| Wimbledon       | 2R   | 1R   | 2R   | 1R   | 1R   | 2R   | 1R   | 1R   | 4R   | 1R   | g.t. | 1R   | 6-11 |     |
| US Open         | 2R   | 2R   | 1R   | 1R   | 1R   | 3R   | 1R   | 1R   | 2R   | –    | 2R   |      | 6-10 |     |

### Vrouwendubbelspel
| Toernooi        | 2007 | 2008 | 2009 | 2010 | 2011 | 2012 | 2013 | 2014 | 2015 | 2016 | w-v |
| --------------- | ---- | ---- | ---- | ---- | ---- | ---- | ---- | ---- | ---- | ---- | --- |
| Australian Open | –    | 2R   | 1R   | 1R   | 3R   | 1R   | 2R   | 1R   | –    | 1R   | 4-8 |
| Roland Garros   | –    | 1R   | 1R   | 3R   | 1R   | 2R   | 2R   | 1R   | –    | –    | 4-7 |
| Wimbledon       | –    | 1R   | –    | 2R   | 2R   | 3R   | 1R   | –    | –    | –    | 4-5 |
| US Open         | 1R   | 1R   | 3R   | 2R   | 1R   | 1R   | 1R   | –    | 2R   | –    | 4-8 |

### Gemengd dubbelspel
| Toernooi        | 2008 |    | 2010 | 2011 | w-v |
| --------------- | ---- | -- | ---- | ---- | --- |
| Australian Open | –    | –  | 2R   | 1-1  |     |
| Roland Garros   | 2R   | –  | –    | 1-1  |     |
| Wimbledon       | 3R   | 2R | 3R   | 5-3  |     |
| US Open         | –    | 2R | KF   | 3-2  |     |